# Хрипуново (Ардатовский район)
Хрипуно́во — село в Ардатовском районе Нижегородской области России. Административный центр Хрипуновского сельсовета.

## Этимология
Название села Хрипуново происходит от имени его основателя — свияжского жителя Хрипуна Дементьева, брата основателя соседнего села Надёжино Надёжи Дементьева.

## Географическое положение
Село Хрипуново находится на юго-западе Нижегородской области России, в лесостепной зоне, к востоку от автомобильной дороги Ардатов — Дивеево. Административный центр муниципального округа Ардатов находится в 9 км к северо-западу от Хрипунова. Село соединено шоссейными дорогами на севере с селом Надёжино (расстояние 6 км), на юго-востоке — с селом Атемасово (5 км), на западе — с селом Автодеево (5 км). В селе имеются три небольших озера. Высота над уровнем моря около 195 метров.
Село Хрипуново, как и вся Нижегородская область, находится в часовой зоне МСК (московское время). Смещение применяемого времени относительно UTC составляет +3:00.

## Административная принадлежность
Село Хрипуново является центром Хрипуновского сельсовета, который входит в состав Ардатовского муниципального округа Нижегородской области Российской Федерации.

## Население
| Численность населения | Численность населения | Численность населения | Численность населения | Численность населения | Численность населения | Численность населения | Численность населения | Численность населения | Численность населения | Численность населения | Численность населения | Численность населения |
| 1751                  | 1781                  | 1859                  | 1889                  | 1897                  | 1912                  | 1916                  | 1978                  | 1992                  | 1999                  | 2002                  | 2010                  | 2021                  |
| --------------------- | --------------------- | --------------------- | --------------------- | --------------------- | --------------------- | --------------------- | --------------------- | --------------------- | --------------------- | --------------------- | --------------------- | --------------------- |
| 379                   | ↗802                  | ↗1244                 | ↘1130                 | ↗1834                 | ↗2645                 | ↗2930                 | ↘593                  | ↘555                  | ↗563                  | ↘525                  | ↘448                  | ↘425                  |

## Инфраструктура
В селе семь улиц: Красная Слобода, Масловка, Новая, Северная, Центральная, Школьная и Южная.